# Bruno Parietti
Pour les articles homonymes, voir Parietti.
Bruno Parietti est un joueur français de tennis de table né le 8 novembre 1960 à Vesoul.

## Biographie
Il atteint la 38e place européenne et le 4e rang français en 1985.
Il débuta le tennis de table à 6 ans au club de l'EM Vesoul et y jouera jusqu'à ses 21 ans. Il évolue ensuite en région parisienne.
Membre de l'équipe de France, Parietti a écrit plusieurs ouvrages relatifs à la préparation sportive.

## Palmarès
Le palmarès de Parietti inclut plusieurs distinctions nationales, :
1978
- Médaille de bronze Simple - Championnat de France

1980
- Médaille d'argent Double Messieurs - Championnat de France
- Médaille de bronze Simple - Championnat de France

1981
- Médaille d'or Double Messieurs - Championnat de France

1982
- Médaille d'argent Double Messieurs - Championnat de France
- Médaille de bronze Simple - Championnat de France

1983
- Médaille d'or Double Messieurs - Championnat de France

1984
- Médaille d'argent Double Messieurs - Championnat de France

1985
- Médaille d'argent Double Messieurs - Championnat de France
- Médaille de bronze Double Mixte - Championnat de France
- Médaille d'argent Simple - Championnat de France

1986
- Médaille de bronze Double Messieurs - Championnat de France

1987
- Médaille d'argent Double Messieurs - Championnat de France

1991
- Médaille de bronze Double Messieurs - Championnat de France

1993
- Médaille de bronze Double Messieurs - Championnat de France
- Médaille de bronze Double Mixte - Championnat de France

1995
- Médaille de bronze Double Messieurs - Championnat de France